# ジョン・ノーラム
ジョン・ノーラム（John Norum、1964年2月23日 - ）は、スウェーデン出身のロックミュージシャン、シンガーソングライター、ギタリスト。身長185cm。
同国のハードロック・バンド「ヨーロッパ」のメンバーとして知られる。そのほか、米国のHR/HMバンド「ドッケン」への参加や、ソロ・アーティストとしても活動している。

## 来歴

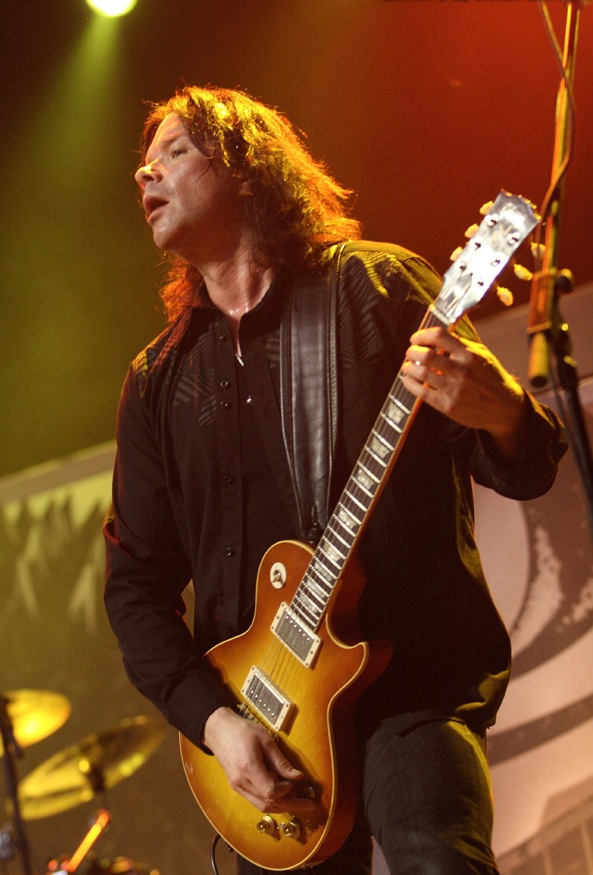
2009年

1964年、ノルウェーのヴァードーに生まれる。1歳でスウェーデンに移住し、初めてギターを手にしたのは10歳のとき。ギター好きな母親の影響でギターの練習には絶好の環境にあったため、彼はめきめきと腕を上達させていった。ジョンは14歳の頃にはパンク・ロックを演奏していたこともあったが、その後、シン・リジィおよびゲイリー・ムーアに傾倒する。ジョンは後に、ソロ・アルバムでシン・リジィのカヴァーを何度も取り上げている。
1979年にジョーイ・テンペストとともにフォースを結成して、その後バンド名をヨーロッパに改める。ヨーロッパとしてデビューした後、アルバム『幻想交響詩』『明日への翼』『ザ・ファイナル・カウントダウン』に参加。『ザ・ファイナル・カウントダウン』はMTVを中心にヒットして注目される。しかし1986年の10月にジョンはヨーロッパを脱退してしまう。理由は、バンドのイメージや音がキュートになっていったことや、TVショウへの出演に抵抗感を抱いたことにあった。後任ギタリストはキー・マルセロ。
1987年に初のソロ・アルバム『トータル・コントロール』をリリース。このアルバムでは一部の曲でボーカルも担当している。1988年、グレン・ヒューズとのプロジェクト「ヒューズ/ノーラム」の結成が計画されるが、この時はヒューズの薬物依存症が問題となって、テレビ出演1回だけで終わってしまう。
1989年にはドン・ドッケンのバンドに参加して、アルバム『アップ・フロム・ジ・アッシェズ』を1990年に発表する。このアルバムはビリー・ホワイトとのツイン・ギター編成であった。また、同時期にソロ名義のライブEP『ライヴ・イン・ストックホルム』もリリース。
1992年には、グレン・ヒューズとともに制作した『フェイス・ザ・トゥルース』を発表。収録曲「ウィ・ウィル・ビー・ストロング」では当時不仲説が流れていたジョーイ・テンペストもゲスト参加している（この曲はヨーロッパ盤・日本盤のみに収録されている）。また、1995年にはジョーイの初のソロ・アルバム『プレイス・トゥ・コール・ホーム』収録曲「ライト・トゥ・リスペクト」にゲスト参加。
1997年、リーフ・スンディン（元グレイト・キング・ラット〜MSG）をリード・ボーカリストに起用した編成で日本公演を行い、この時のライブ音源はライブ・アルバム『フェイス・イット・ライヴ'97』として発売された。同年末、ジョージ・リンチが脱退したドッケンのツアーにヘルプで参加。
1999年、ソロ名義としては5作目のスタジオ・アルバム『スリップド・イントゥ・トゥモロウ』を発表。同アルバムでは専任のリード・ボーカリストを起用せず、ボーナス・トラックを除けば、ジョン自身がリード・ボーカルも兼任した。12月31日、ストックホルムの野外で一夜限りのヨーロッパ再結成ライブを行う。このステージはキー・マルセロとのツインギターで、ジョンはレスポールを使用。
その後、ジョンは、妻のミシェル・メルドラムが率いるメルドラムのアルバム『Loaded Mental Cannon』にギタリストとして参加。また、ドッケンに加入し、2002年のアルバム『ロング・ウェイ・ホーム』およびそのツアーに参加。
2003年、ジョンはヨーロッパに復帰し、アルバム『スタート・フロム・ザ・ダーク』をレコーディング。また、ヨーロッパの活動と並行してソロ活動も行い、彼の41歳の誕生日となる2005年2月23日には、6作目のソロ・アルバム『オプティマス』をリリース。さらに2010年にも、7作目のソロ・アルバム『プレイ・ヤード・ブルーズ』を発表している。
2022年、オーペスのフレドリック・オーケソンとヨアキム・スヴァルベリなどをゲストに迎えた12年ぶりのソロ・アルバム『ゴーン・トゥ・ステイ』を発表。

## 家族
妹のトーン・ノーラムは1985年に歌手デビューしており、デビュー・シングル「ストランデッド」はジョンとジョーイ・テンペストがプロデュースした。
1995年にはファントム・ブルーのギタリスト、ミシェル・メルドラムと結婚するが、ミシェルは2008年5月に昏睡状態となり、5月21日に死去した。ジョンが2010年に発表したソロ・アルバム『プレイ・ヤード・ブルーズ』は、ミシェルに捧げられた。

## ディスコグラフィ

### スタジオ・アルバム
- 『トータル・コントロール』 - Total Control (1987年)
- 『フェイス・ザ・トゥルース』 - Face the Truth (1992年)
- 『アナザー・デスティネイション』 - Another Destination (1995年)
- 『ワールズ・アウェイ』 - Worlds Away (1996年)
- 『スリップド・イントゥ・トゥモロウ』 - Slipped into Tomorrow (1999年)
- 『オプティマス』 - Optimus (2005年)
- 『プレイ・ヤード・ブルーズ』 - Play Yard Blues (2010年)
- 『ゴーン・トゥ・ステイ』 - Gone to Stay (2022年)

### ライブ・アルバム
- 『ライヴ・イン・ストックホルム』 - Live in Stockholm - EP (1990年)
- 『フェイス・イット・ライヴ'97』 - Face It Live '97 (1997年)

### ヨーロッパ
- 『幻想交響詩』 - Europe (1983年)
- 『明日への翼』 - Wings of Tomorrow (1984年)
- 『ザ・ファイナル・カウントダウン』 - The Final Countdown (1986年)
- 『スタート・フロム・ザ・ダーク』 - Start from the Dark (2004年)
- 『シークレット・ソサエティ』 - Secret Society (2006年)
- 『ラスト・ルック・アット・エデン』 - Last Look at Eden (2009年)
- 『バッグ・オブ・ボーンズ』 - Bag of Bones (2012年)
- 『ウォー・オヴ・キングス』 - War of Kings (2015年)
- 『ウォーク・ジ・アース』 - Walk the Earth (2017年)

### その他
エディ・メデューサ
- Eddie Meduza & the Roaring Cadillacs (1979年)
- The Eddie Meduza Rock 'n' Roll Show (1979年)
- Dåren É Lös! - The Roaring Cadillac's Live (1983年)
- West A Fool Away (1984年)

ドン・ドッケン
- 『アップ・フロム・ジ・アッシェズ』 - Up from the Ashes (1990年)

グレン・ヒューズ
- 『シング・ザ・ブルーズ』 - L.A. Blues Authority Volume II: Glenn Hughes - Blues (1993年)※2曲に参加

ドッケン
- 『ロング・ウェイ・ホーム』 - Long Way Home (2002年)